# Хуан Куадрадо
Хуан Гиљермо Куадрадо Бељо (шп. Juan Guillermo Cuadrado Bello; 26. мај 1988) колумбијски је фудбалер који тренутно наступа за Аталанту.
Након што је започео своју каријеру у Индепендијентеу у Медељину, Куадрадо се преселио у Италију 2009. и играо за Удинезе. Био је позајмљен у Лећеу за сезону 2011/12, одакле је, упркос испадању из Серије А, остварио трансфер у Фиорентину. У фебруару 2015. потписао је за Челси, али је потом позајмљен Јувентусу, где је освојио титулу Серије А и Куп Италије.
За фудбалску репрезентацију Колумбије игра од 2010. Био је део колумбијског тима на Светском првенству 2014. године. На Светском првенству 2018. године, постигао је гол у другом колу против Пољске, Колумбија је победила на тој утакмици са 3:0.

## Трофеји

### Клупски
Челси
- Премијер лига (1) : 2014/15.
- Лига куп Енглеске (1) : 2014/15.

Јувентус
- Серија А (5) : 2015/16, 2016/17, 2017/18, 2018/19, 2019/20.
- Куп Италије (4) : 2015/16, 2016/17, 2017/18, 2020/21.
- Лига шампиона : финале 2016/17.
- Суперкуп Италије (2): 2018, 2020.

Интер
- Серија А (1) : 2023/24.
- Суперкуп Италије (1) : 2023.

### Репрезентативни
Колумбија
- Копа Америка : треће место 2016, 2021.